# Dziwna

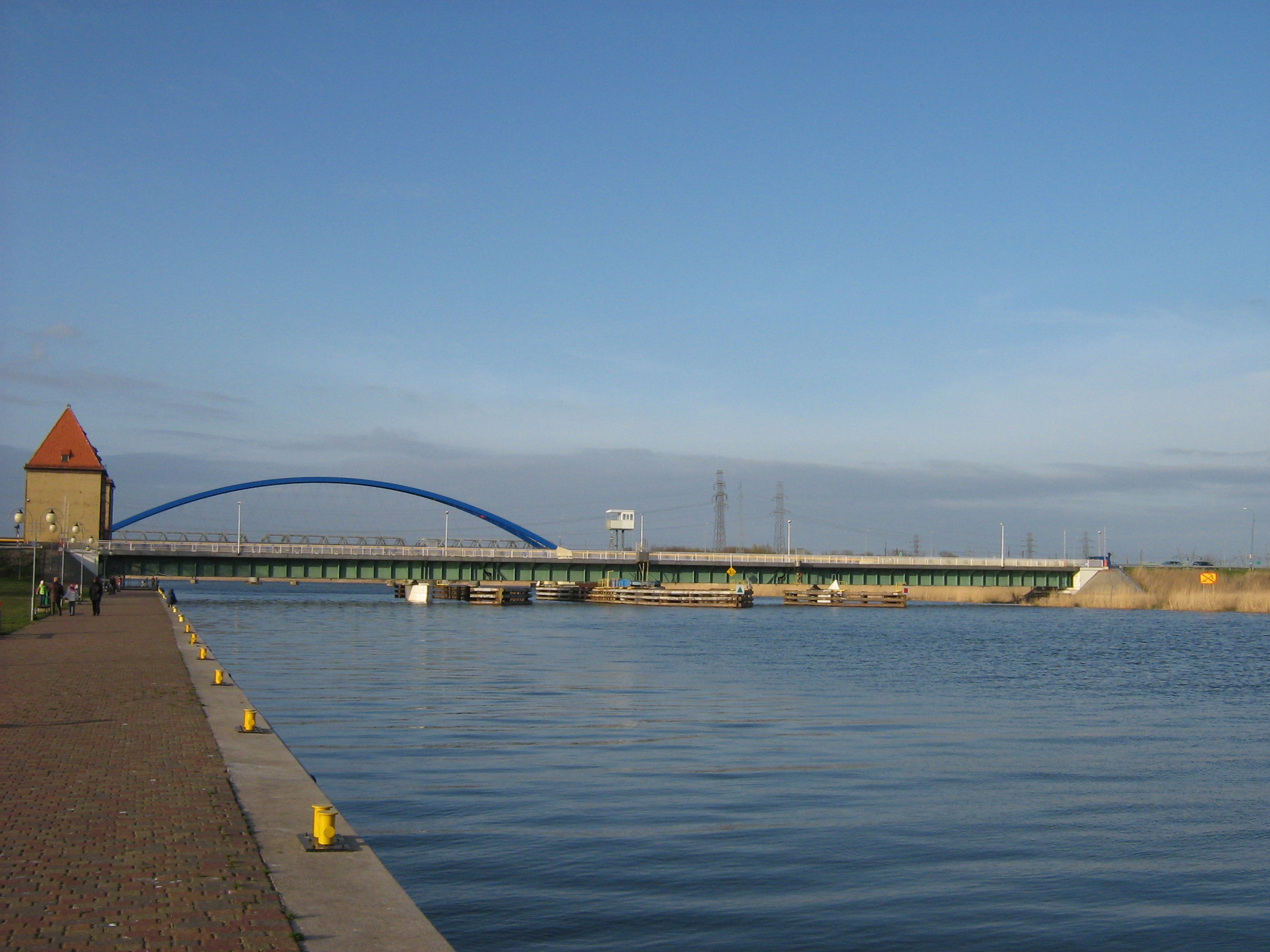
De Dziwna bij Wolin.

De Dziwna (Duits: Dievenow) is een rivier in Polen tussen het Oderhaf en de Oostzee. De Dziwna ligt tussen het eiland Wolin en het vasteland van de woiwodschap West-Pommeren.
De Dziwna is een onderdeel van het estuarium van de Oder en voert ongeveer 10% van het water van de Oder af naar de Oostzee. De Dziwna is ongeveer 15 km lang en loopt van de stad Wolin aan het Oderhaf tot de stad Dziwnów (Duits: Berg Dievenow) aan de Oostzee.